# Lilian Turban
Lilian Turban (* 25. September 2001) ist eine estnische Leichtathletin, die sich auf den Hochsprung spezialisiert hat.

## Sportliche Laufbahn
Erste internationale Erfahrungen sammelte Lilian Turban beim Europäischen Olympischen Jugendfestival (EYOF) in Győr, bei dem sie im Hochsprung mit übersprungenen 1,73 m den siebten Platz belegte und im Weitsprung mit 5,66 m auf Rang acht gelangte. 2021 schied sie bei den Halleneuropameisterschaften in Toruń trotz Einstellung ihrer Bestleistung von 1,87 m in der Hochsprungqualifikation aus.
2020 wurde Turban estnische Meisterin im Hochsprung im Freien und in der Halle.

## Persönliche Bestleistungen
- Hochsprung: 1,85 m, 4. Juli 2020 in Tallinn
  - Hochsprung (Halle): 1,87 m, 13. Februar 2021 in Tallinn